# Giro del Piemonte 1984
Il Giro del Piemonte 1984, settantaduesima edizione della corsa, si svolse l'11 ottobre 1984 su un percorso di 185 km. La vittoria fu appannaggio del francese Christian Jourdan, che completò il percorso in 4h42'19", precedendo il portoghese Acácio da Silva e l'olandese Teun van Vliet.
Sul traguardo di Novara 128 ciclisti, su 180 partiti dalla medesima località, portarono a termine la competizione. 

## Ordine d'arrivo (Top 10)
| Pos. | Corridore          | Squadra           | Tempo    |
| ---- | ------------------ | ----------------- | -------- |
| 1    | Christian Jourdan  | La Vie Claire     | 4h42'19" |
| 2    | Acácio da Silva    | Malvor-Bottecchia | a 9"     |
| 3    | Teun van Vliet     | Dries-Verandalux  | s.t.     |
| 4    | Kim Andersen       | Coop-Hoonved      | s.t.     |
| 5    | Giuseppe Petito    | Alfa Lum-Olmo     | s.t.     |
| 6    | Rudy Rogiers       | Splendor          | s.t.     |
| 7    | Dag Erik Pedersen  | Murella-Rossin    | s.t.     |
| 8    | Bruno Wojtinek     | Renault-Elf       | a 23"    |
| 9    | Giovanni Mantovani | Malvor-Bottecchia | s.t.     |
| 10   | Pierino Gavazzi    | Atala-Campagnolo  | s.t.     |